# 2-ге послання Петра

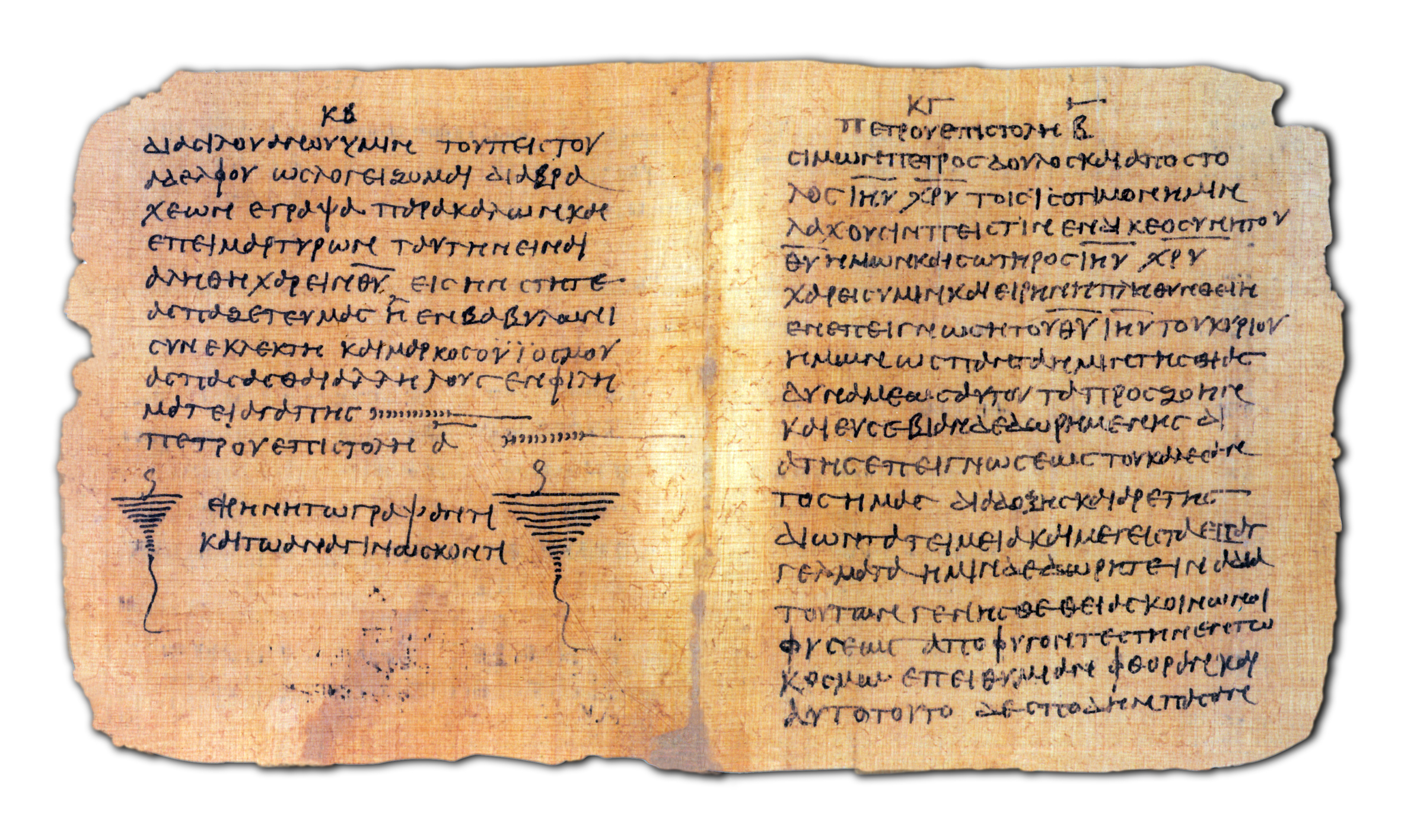
Дві сторінки з «Папіруса Бодмера» датованого II ст. з текстом Другого соборного послання апостола Петра

Друге соборне послання апостола Петра — одна з книг Нового Заповіту, та є другим, як видно з назви, з двох послань Святого Апостола Петра. Адресоване широкому колу перших християнських церков Малої Азії.

## Авторство і адресанти
Автори досліджень не беруть до уваги невеликі стилістичні розбіжності з Першим посланням, а посилаються на те, що вже рання церква визнавала цей текст і його авторство від Апостола Петра та занесла його у канон. Однак останніми часами походження другого послання Петра викликало набагато більше суперечок, ніж Перше послання. Оскільки це послання не мало широкого розповсюдження, хоча згадувалося в літературі Отців Церкви. Згідно з традиційною версією, послання написане апостолом Петром в останні роки життя в ув'язненні в Римі, у 66/67 році. У посланні є пряма вказівка на очікування прийдешньої смерті. «Знаючи, що я незабаром повинен покинути оселю свою, як і Господь наш Ісус Христос об'явив був мені. А я пильнуватиму, щоб ви й по моєму відході завжди мали це в пам'яті.» (2 Петр. 1:14)
Існуючі альтернативні версії  походження послання, що піддають сумніву авторство Петра, вказують на відмінність стилю другого послання від першого, на згадки про листи Павла до різних церков, які набули масового поширення в християнському середовищі вже після смерті апостола Петра та інших. Згідно з цими версіями послання було написане після 70 року невідомим автором, який поставив ім'я апостола Петра в заголовок послання для додання йому більшої авторитетності. За (2 Петр. 1:12-15) та (2 Петр. 3:1) послання відправлене тим же адресантам, що і Перше послання — різним християнським громадам Малої Азії та адресоване язичникам та євреям, що перейшли у християнство (2 Петр. 1:1).

## Зміст
- Вітання (2 Петр. 1:1-2)
- Добродійне життя (2 Петр. 1:3-12)
- Передчуття швидкої кончини (2 Петр. 1:13-15)
- Благовістя очевидця і пророцтва (2 Петр. 1:16-21)
- Про лжепророків і лжеучителів (2 Петр. 2:)
- Друге пришестя і кінець світу (2 Петр. 3:1-17)
- Висновок (2 Петр. 3:18)